# Меч Гедеона
«Меч Гедеона» (англ. Sword of Gideon) — телефильм Майкла Андерсона об операции израильской разведки «Моссад» по уничтожению палестинских террористов из организации «Чёрный сентябрь», причастной к организации и осуществлению теракта на мюнхенской Олимпиаде в 1972 году, а также членов ООП, которые, по версии «Моссада», были ответственны за взятие заложников. Премьера состоялась на канадском телеканале CTV в виде четырёхсерийного фильма 29 ноября 1986 года. Позднее он демонстрировался в эфире сети HBO. В главных ролях снялись Стивен Бауэр и Майкл Йорк.
Фильм основан на книге Джорджа Джонаса (англ. George Jonas) «Месть» (англ. Vengeance: The True Story of an Israeli Counter-Terrorist Team), повествующей об операции «Гнев Божий». Книга была названа вымыслом некоторыми сотрудниками разведки из-за секретности операции и, соответственно, сложности доказать что-либо или опровергнуть. В некоторых странах книга Джорджа Джонаса была выпущена под названием Vengeance: Sword of Gideon, отсюда и название фильма — «Меч Гедеона» (прямая ссылка на ветхозаветного Гедеона).

## Сюжет
Армейский офицер Авнер выбран главой спецподразделения «Моссада» для тайной операции по отмщению погибших при теракте на мюнхенской Олимпиаде и при других террористических актах. Первоначально их миссия проходит успешно, но в дальнейшем становится все сложнее находить цели, кроме того, на них самих начинается охота. Авнер, потерявший большую часть своей команды, начинает терзаться в сомнениях по поводу своей миссии и принимает решение: он хочет уйти из «Моссада» и вернуться в ЦАХАЛ, но руководитель операции отказывается позволить уйти своему самому ценному кадру.

## В ролях
- Стивен Бауэр — Авнер
- Майкл Йорк — Роберт
- Роберт Джой — Ганс
- Лоран Мале[англ.] — Жан
- Питер Дворски[англ.] — Карл
- Род Стайгер — Мордехай Самуэльс
- Лесли Хоуп — Шошана
- Колин Дьюхерст — Голда Меир
- Линда Гриффитс[англ.] — вдова Карла
- Лино Вентура — Папа
- Сирил Клэр — Жанетта фон Лессепс, террористка из Голландии
- Даниэла Акерблом[англ.] — девочка